# Bil·lingsleyita
La bil·lingsleyita és un mineral de la classe dels sulfurs. Rep el seu nom de Paul Billingsley (1887-1962), qui va descobrir el mineral.

## Característiques
La bil·lingsleyita és un sulfur de fórmula química Ag₇AsS₆. Cristal·litza en el sistema isomètric, i es troba en forma d'agregats de gra fi. La seva duresa a l'escala de Mohs és 2,5. Segons la classificació de Nickel-Strunz, la bil·lingsleyita pertany a «02.KB - Sulfarsenats amb S addicional", sent l'única espècie que s'hi pot trobar.

## Formació i jaciments
Es creu que es forma en el cos d'un mineral de plata d'alta llei. Va ser descoberta l'any 1968 a la mina North Lily, al districte miner d'East Tintic, a Utah (Estats Units), on sol trobar-se associada a altres minerals com: tennantita, pirita, galena, bismutinita i acantita. També se n'ha trobat a Alemanya, Itàlia, Mèxic, Perú, Romania i Turquia.